# Heinrich Kabus
Heinrich Kabus (geboren 17. Februar 1892 in Hannover; gestorben 22. April 1964 ebenda) war ein deutscher Sportfunktionär und Verfolgter aus der Arbeiterbewegung.

## Leben
Zur Zeit der Weimarer Republik wirkte Heinrich Kabus als Sportsekretär und Geschäftsführer des in Hannover ansässigen Kartells für Arbeitersport und Körperpflege als Teil des Arbeitersports in Deutschland. Nach der Machtergreifung durch die Nationalsozialisten wurde er aufgrund seiner Gesinnung ab 1933 und bis 1945 jahrelang inhaftiert.
Nach seiner Befreiung durch das amerikanische und britische Militär am Ende des Zweiten Weltkrieges wurde Kabus als „Mann der ersten Stunde“ mit dem Aufbau des Sports in Hannover beauftragt. In der Nachkriegszeit arbeitete er von 1945 bis 1956 als Turn- und Sportrat der Landeshauptstadt. In dieser Zeit gründete er am 28. Januar 1946 den Turn- und Sportkreis Hannover, aus dem sich später der Stadtsportbund Hannover bildete. Heinrich Kabus leitete die Organisation als 1. Vorsitzender bis zu seinem Tode. In dieser Zeit trieb er den Bau von Sportstätten voran und schuf die Voraussetzung für den Breitensport in der Landeshauptstadt.
Sein Grabmal findet sich auf dem Seelhorster Friedhof.